# Tudeley

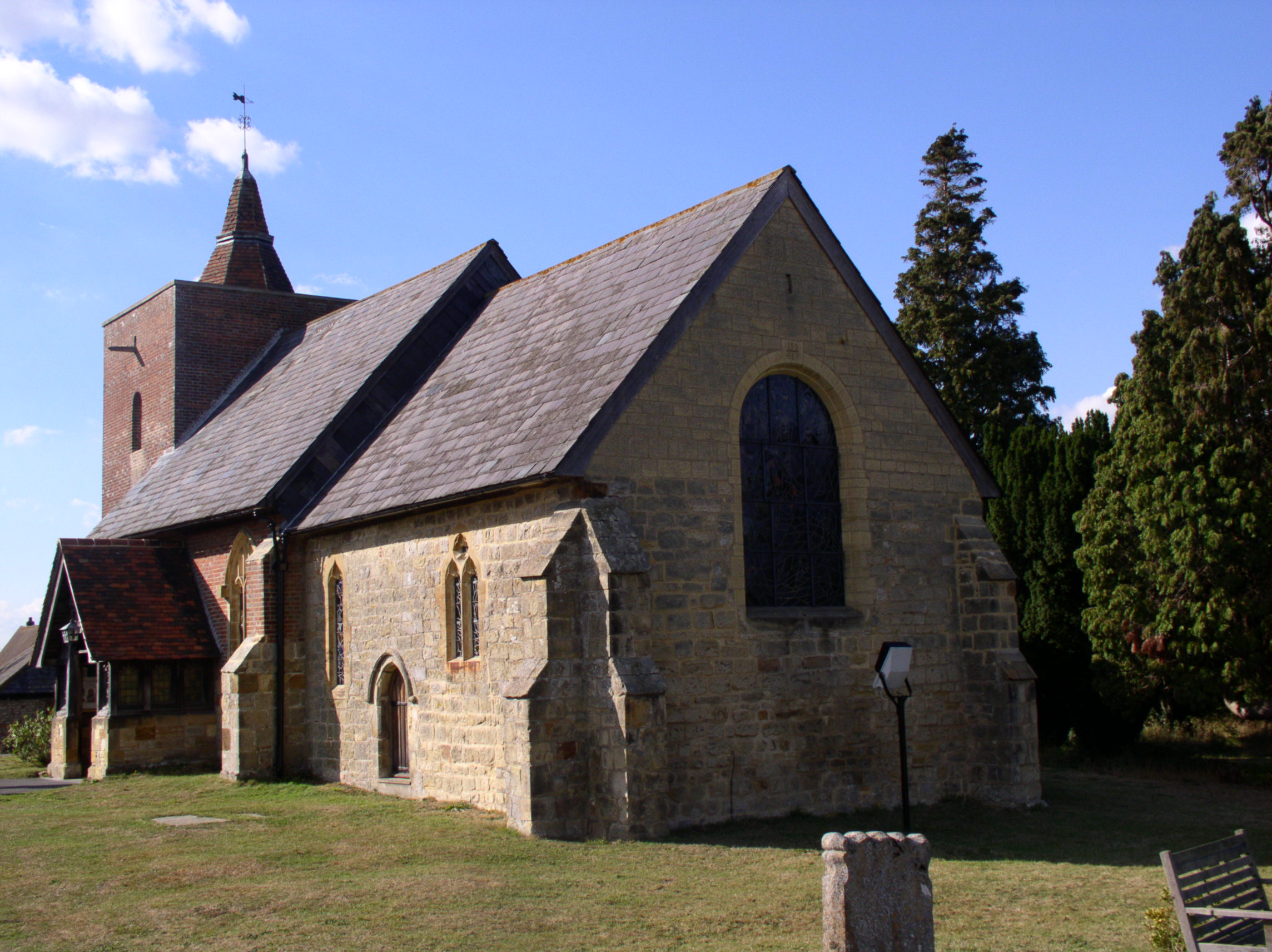
Tudeley, All Saints Church

Tudeley est un petit village près de Tonbridge, Kent, en Angleterre du Sud Est.
Tudeley abrite l'église de tous les saints (All Saints' church), la seule église au monde dont tous les vitraux ont été conçus par Marc Chagall. La fenêtre de l'Est a été commandée par Sir Henry et Lady d'Avigdor Goldsmid à la mémoire de leur fille Sarah, décédée dans un accident de bateau en 1963. Les autres fenêtres  ont été ajoutées ultérieurement, les dernières en 1985, année de la mort de Chagall.
Chaque année l'église de Tudeley reçoit des milliers de visiteurs du monde entier. Un festival de musique ancienne s'y tient annuellement depuis 1985.

## Galerie

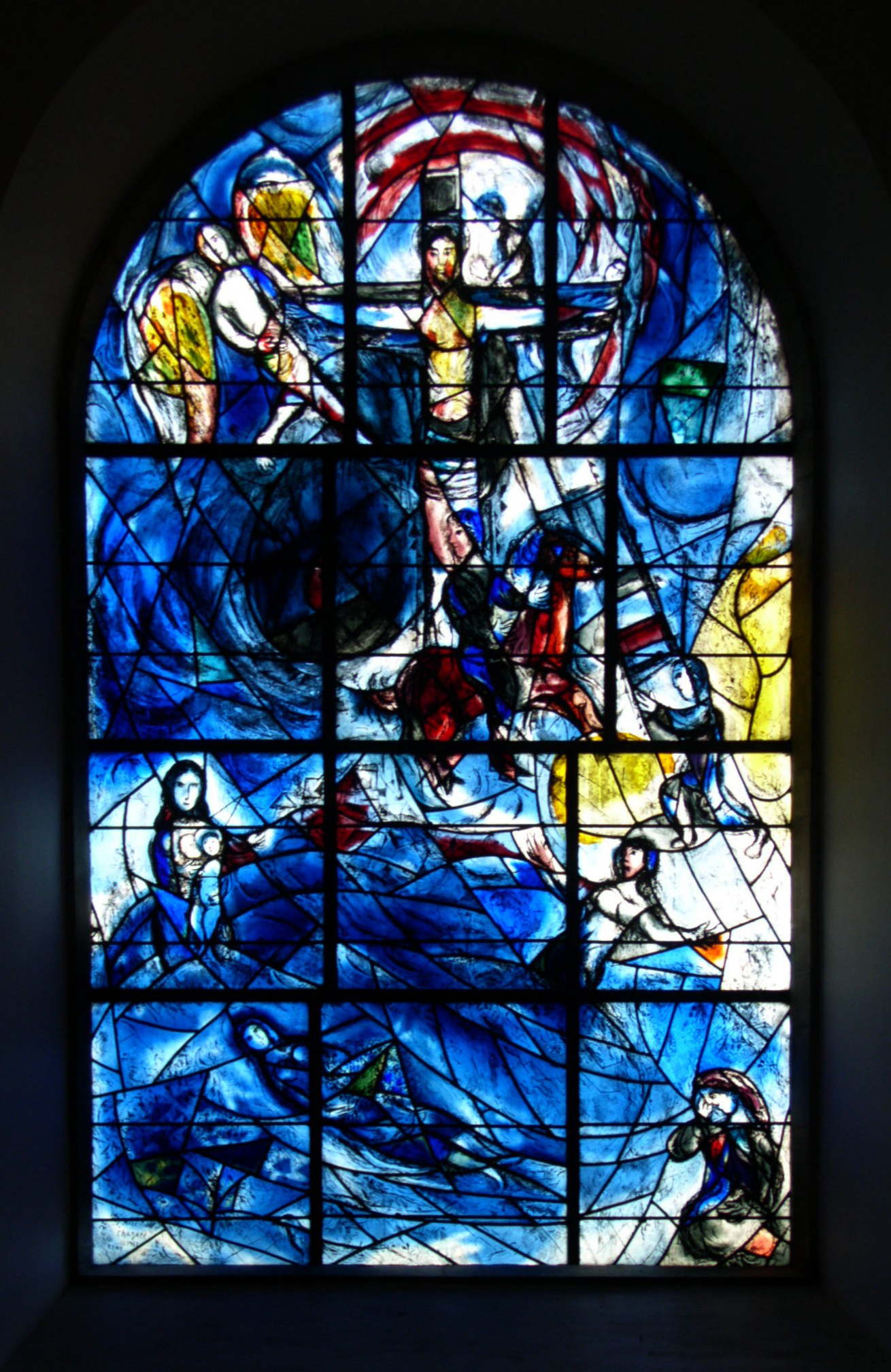
Vitrail de Marc Chagall
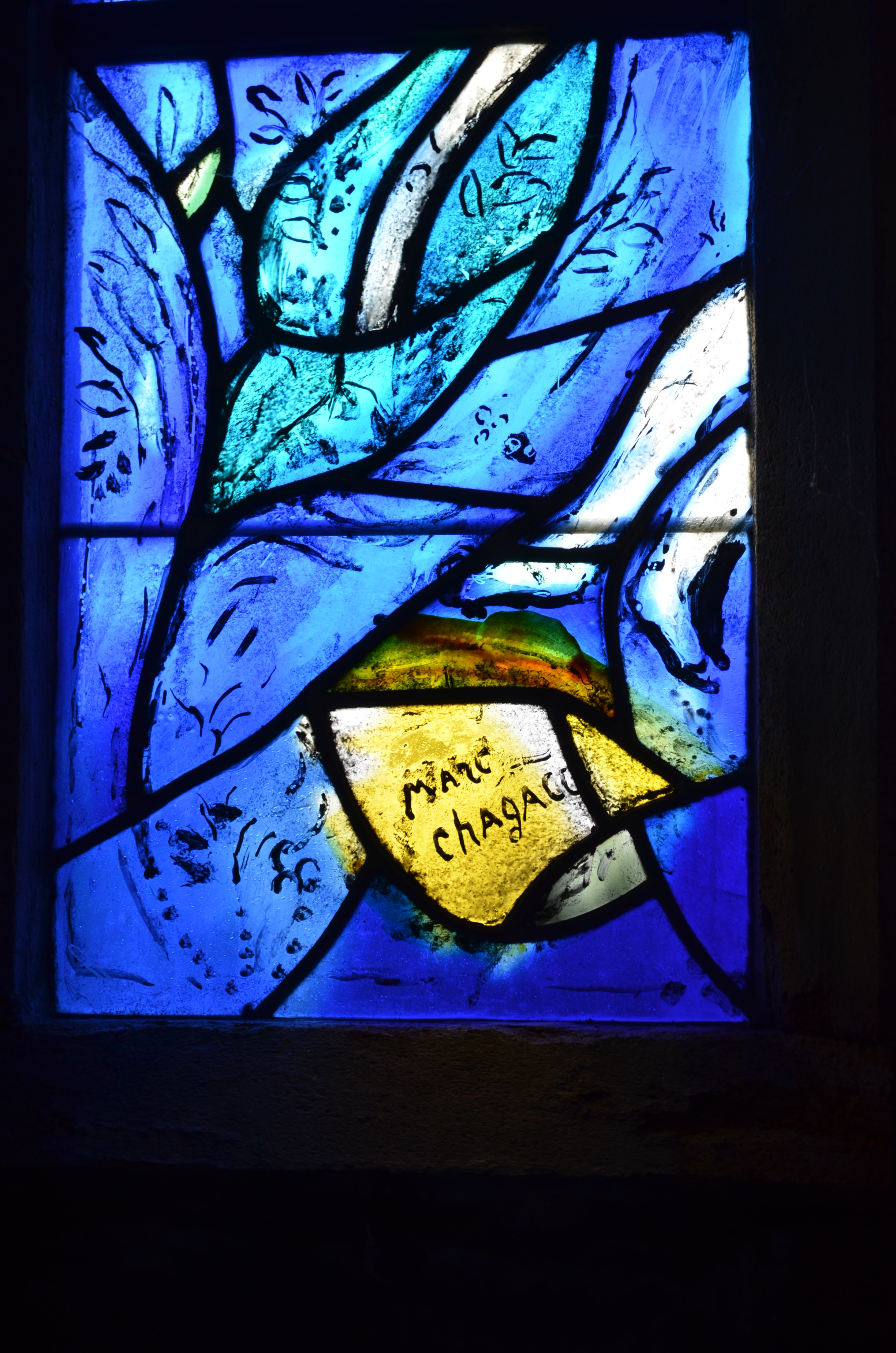
La signature de Marc Chagall
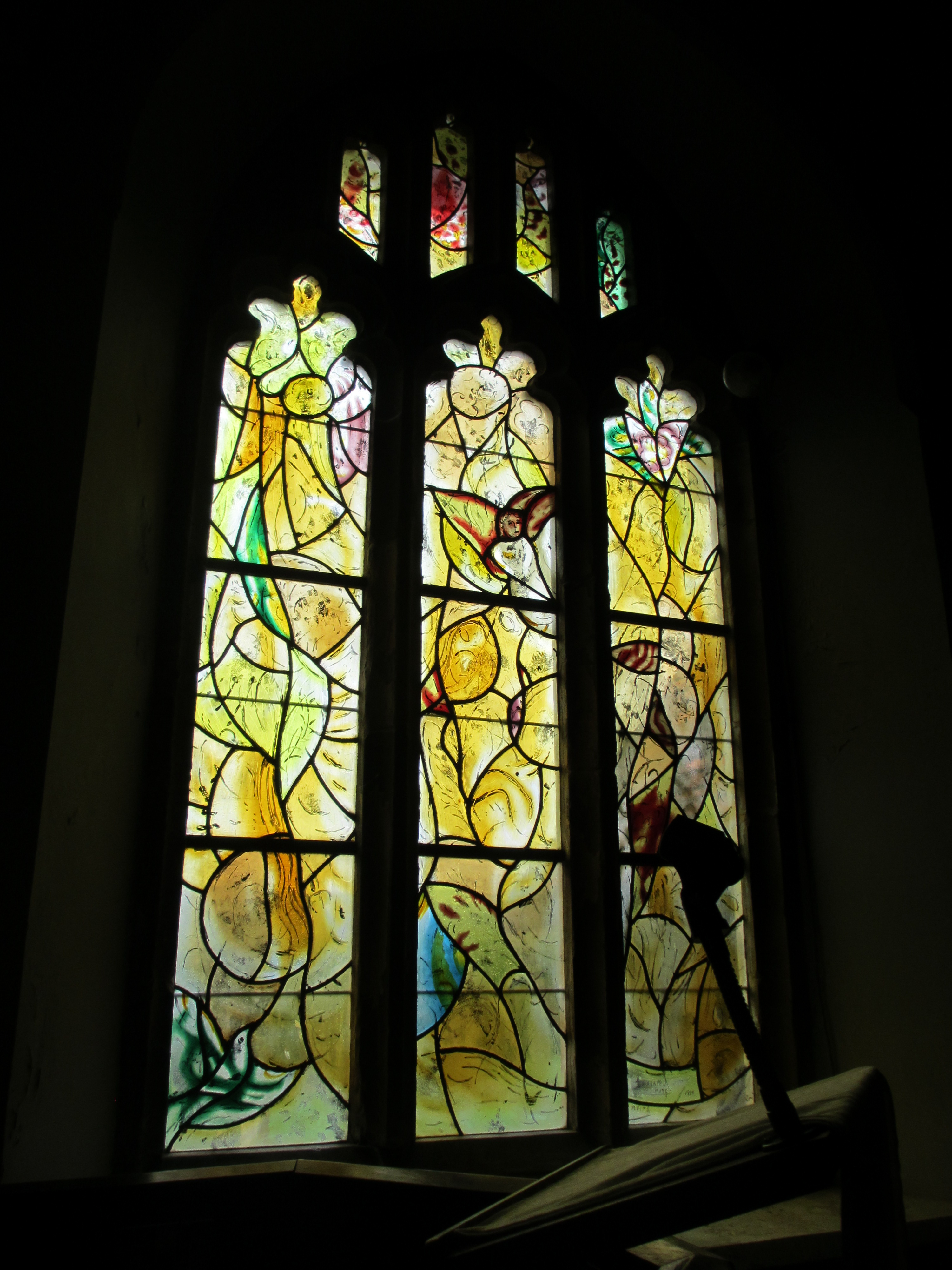
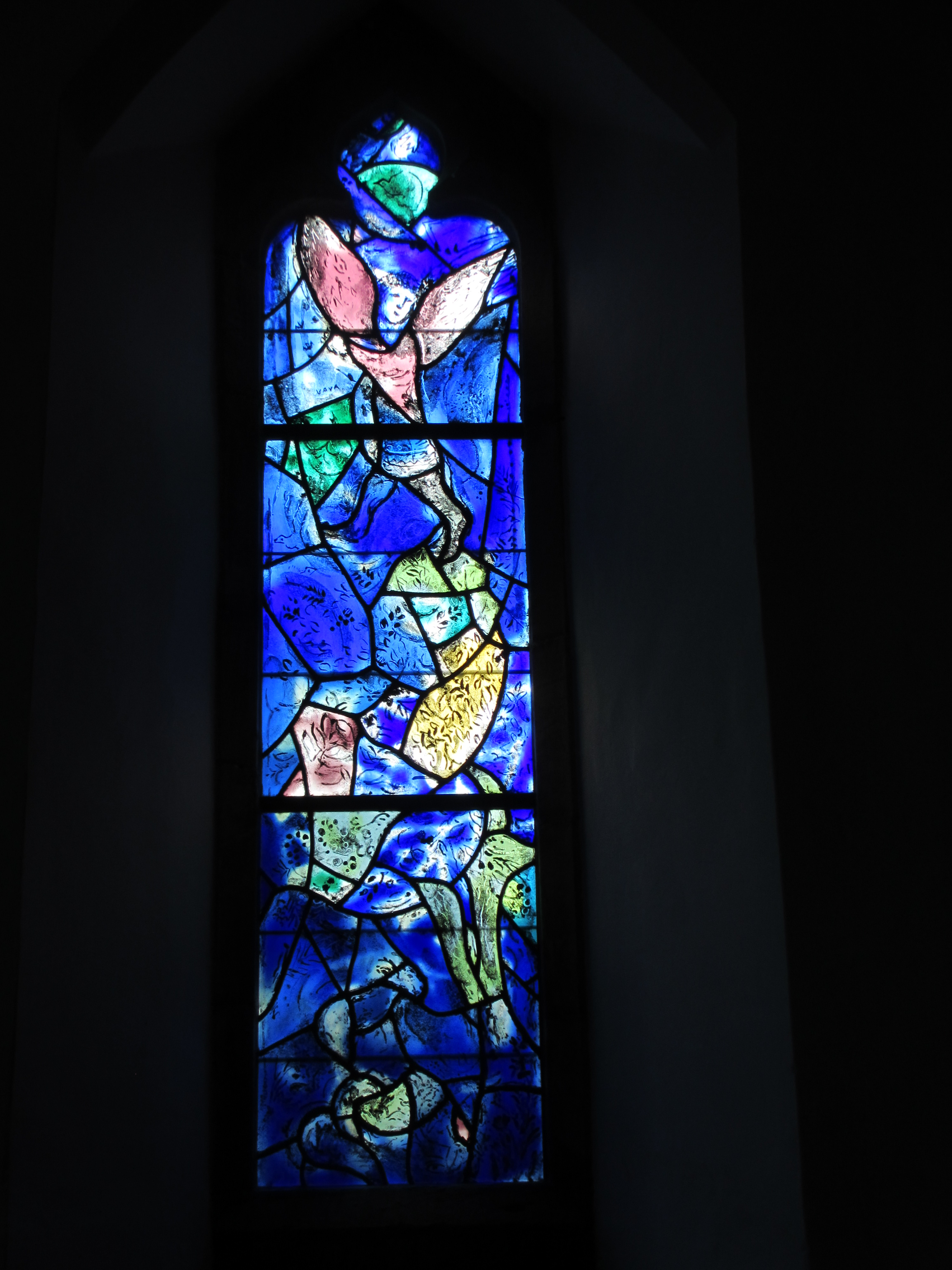
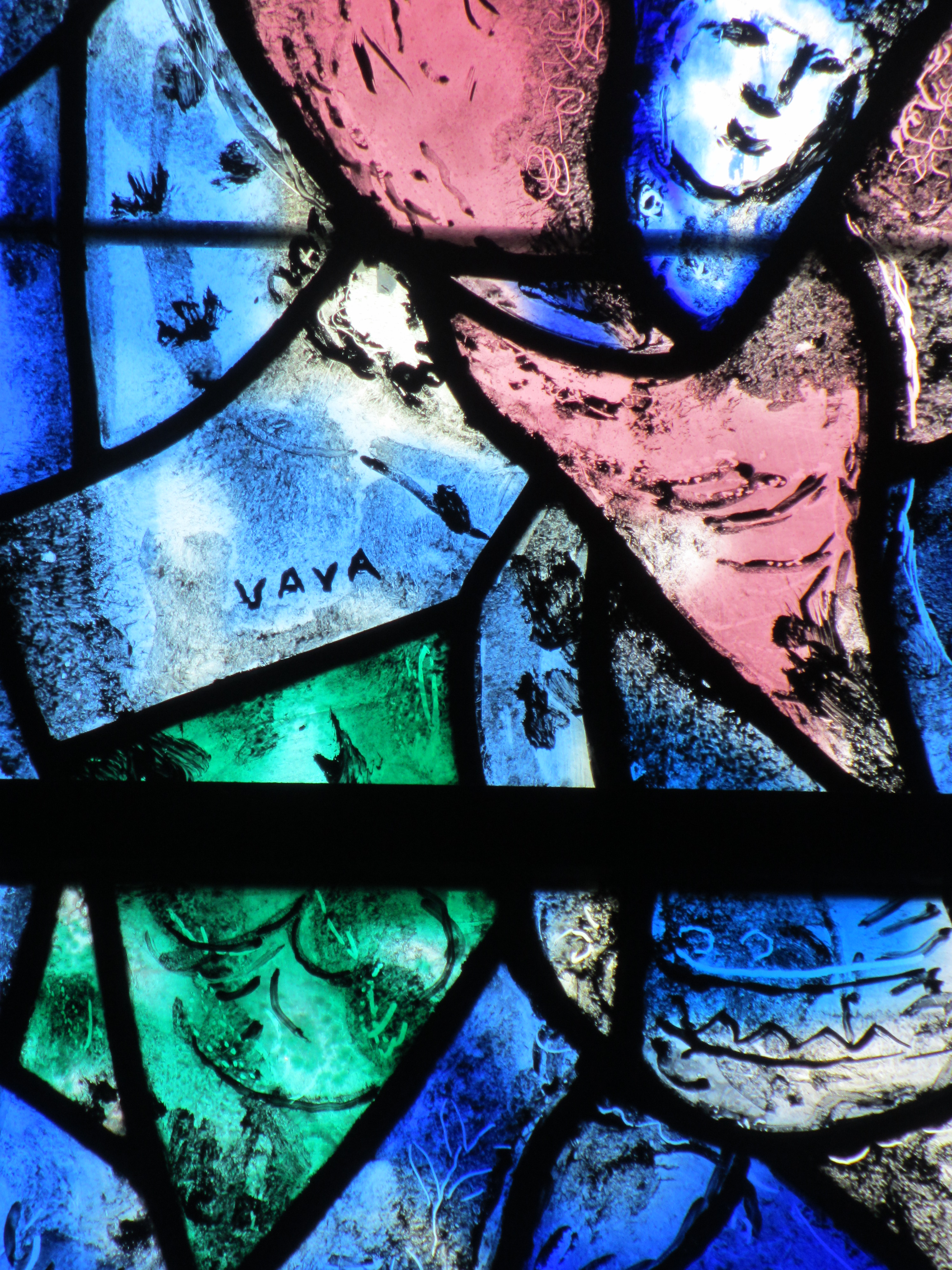
Détail avec le nom de Vava, l'épouse de Chagall.
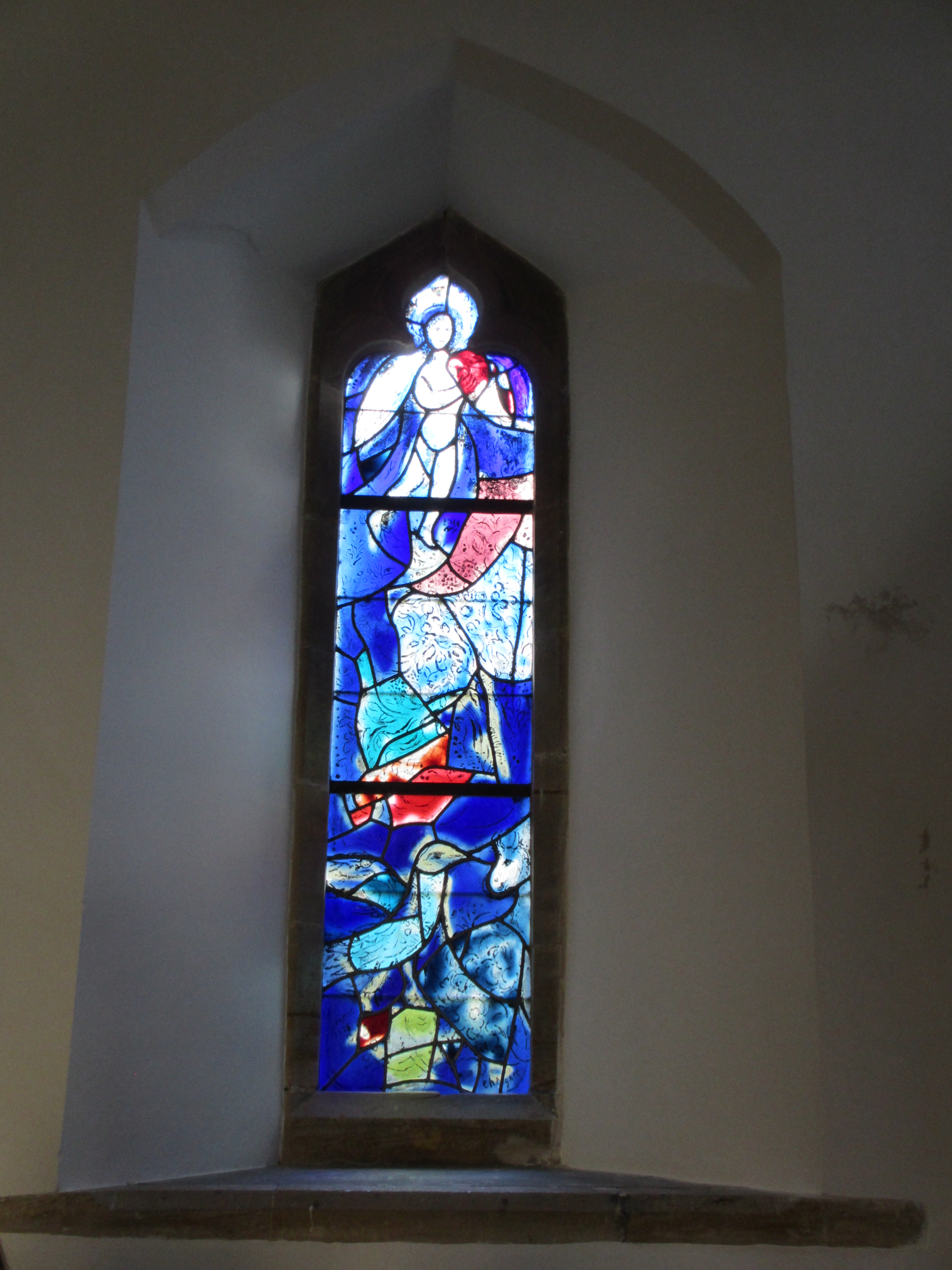
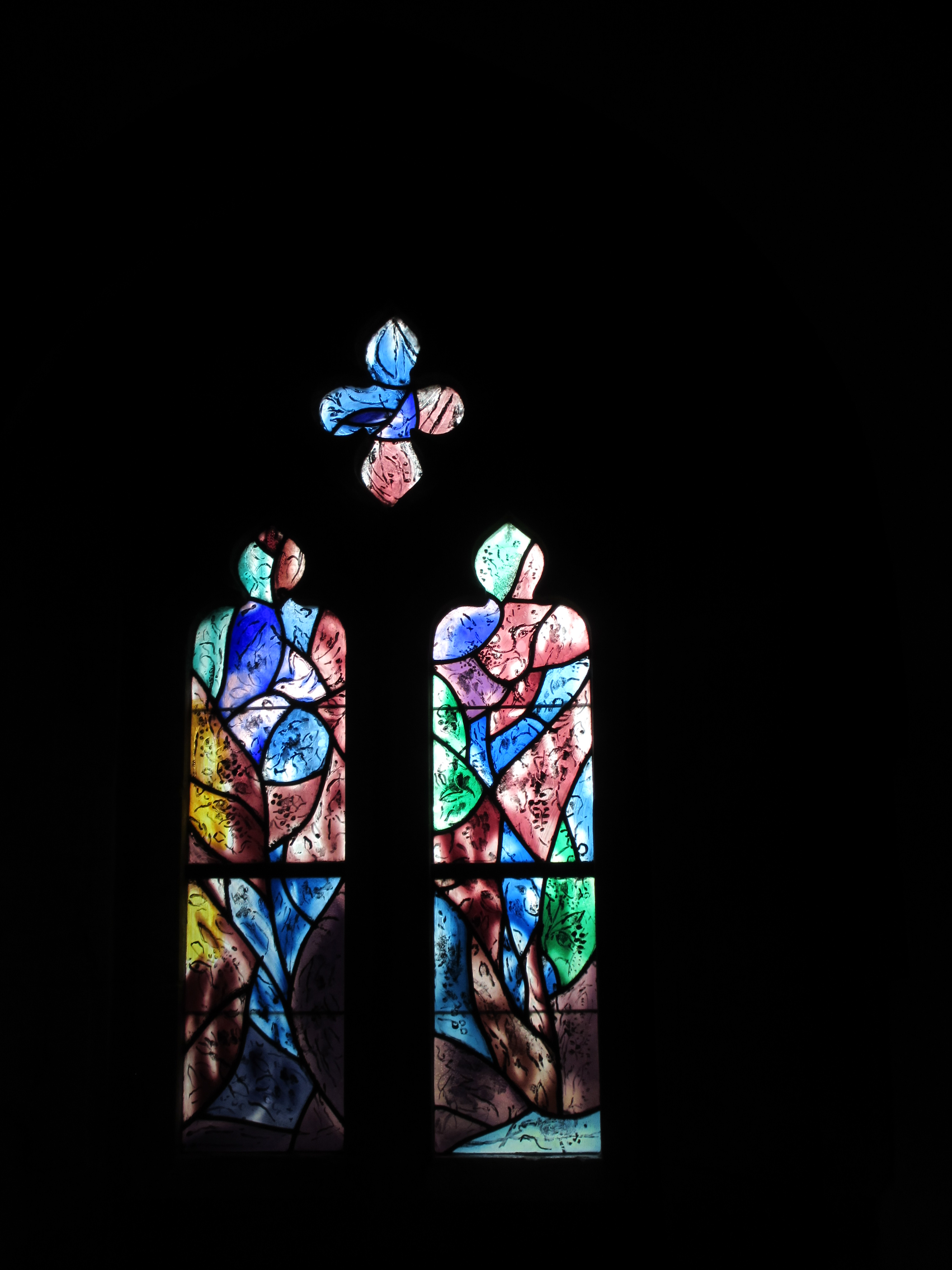
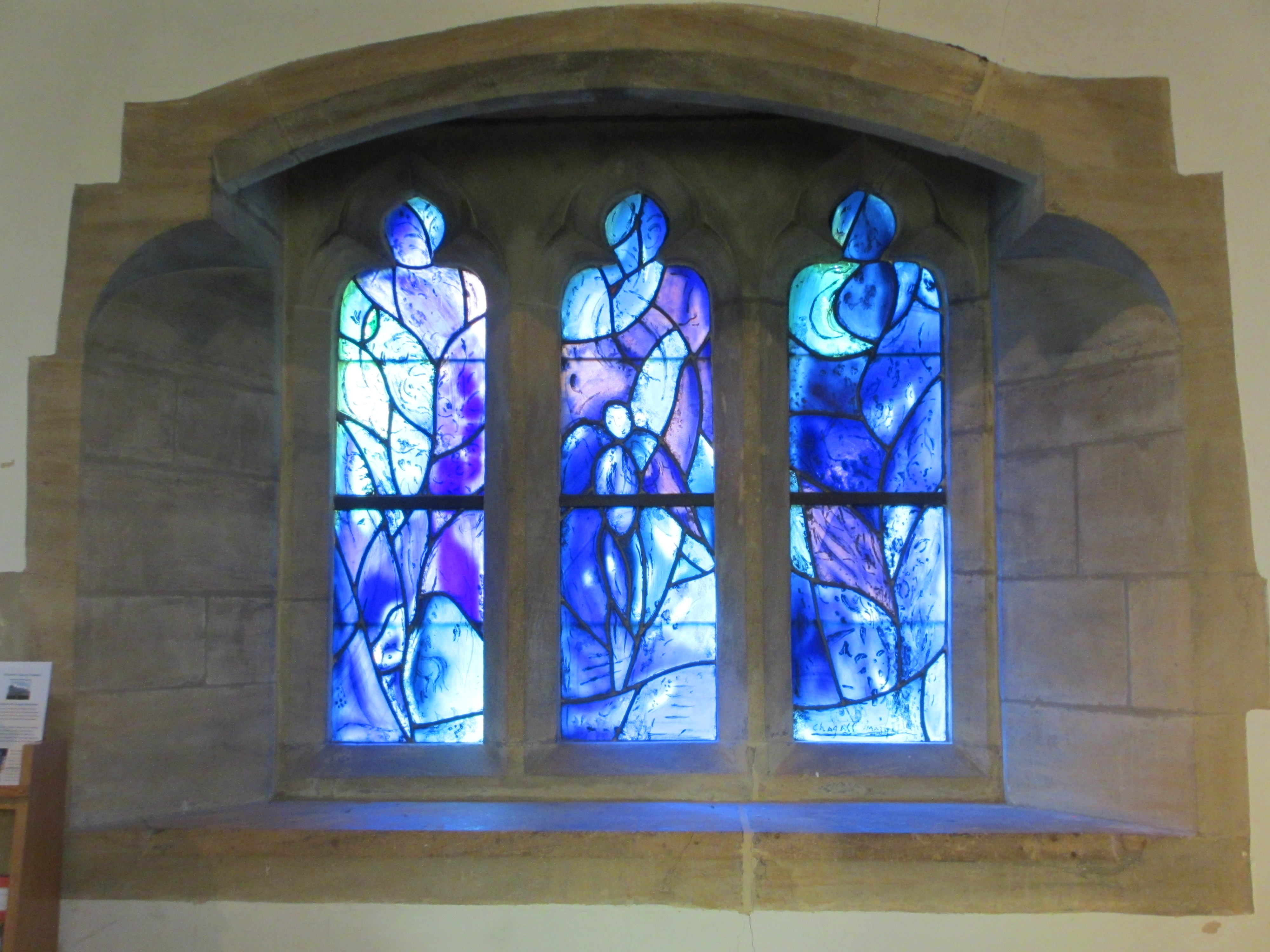
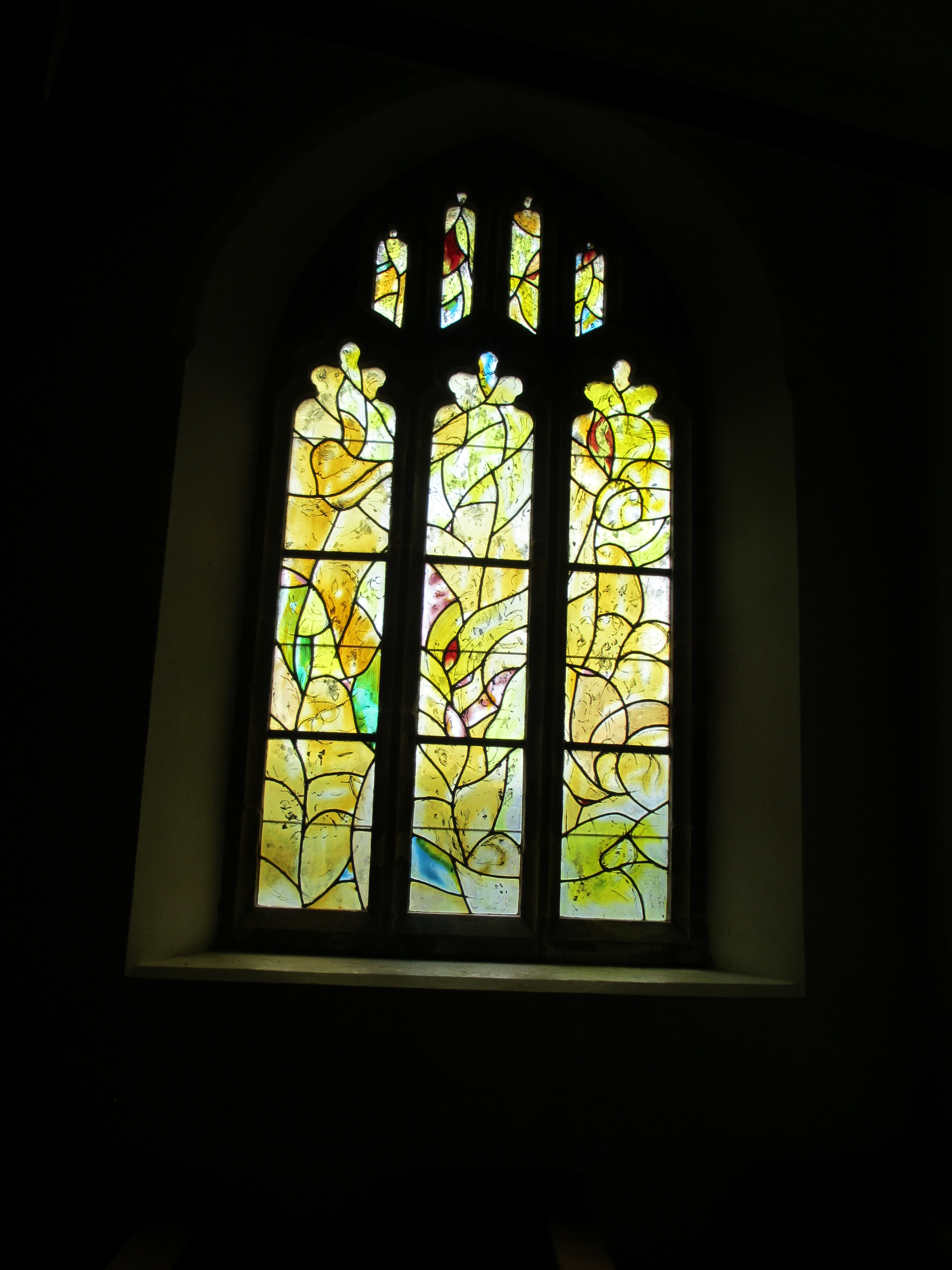